# Paradoja del cuadrado perdido

Animación de la paradoja del cuadrado perdido.

La paradoja del cuadrado perdido o rompecabezas del cuadrado perdido es una ilusión óptica utilizada en matemáticas para razonar sobre las figuras geométricas. La paradoja tiene en cuenta un triángulo compuesto de cuatro piezas, como en un rompecabezas. En la paradoja se presentan dos triángulos formados por las mismas piezas pero distribuidas de manera diferente. En ambos casos los triángulos presentan las mismas dimensiones, 13 de base y 5 de altura, pero en uno de los casos hay un cuadrado vacío. De acuerdo con Martin Gardner, este rompecabezas fue inventado por un mago de la ciudad de Nueva York, Paul Curry, 1953. Sin embargo, los principios de las paradojas de disección se conocen desde el siglo XVI.
Está compuesta de cuatro piezas de rompecabezas que pueden formar dos triángulos de base 13 y altura 5, formados por las mismas piezas, en uno aparenta tener un "agujero" de un cuadrado de un lado.
|  |  |

## Las piezas
Las cuatro piezas que forman el rompecabezas tienen una forma, tamaño y superficie concretos. El área de cada pieza es:

### La pieza roja
La pieza roja es un triángulo rectángulo de base 8 y altura 3 y, por tanto, su área es:
{\displaystyle A_{ro}={\cfrac {8\cdot 3}{2}}=12}

### La pieza azul
La pieza azul es también un triángulo rectángulo, de base 5 y altura 2 y, por tanto, su área es de:
{\displaystyle A_{az}={\cfrac {5\cdot 2}{2}}=5}

### La pieza verde
La pieza verde es un rectángulo de base 5 y altura 2 al que le falta un rectángulo de 2 por 1, su área es:
{\displaystyle A_{ve}=5\cdot 2-2\cdot 1=8}

### La pieza amarilla
La pieza amarilla es, también, un rectángulo de base 5 y altura 2 al que le falta un rectángulo de 3 por 1, su área es:
{\displaystyle A_{am}=5\cdot 2-3\cdot 1=7}

## La paradoja
Las cuatro figuras (amarilla, roja, azul y verde) ocupan un total de:
{\displaystyle {\begin{array}{lcr}A_{ro}&=&12\\A_{az}&=&5\\A_{ve}&=&8\\A_{am}&=&7\\\hline total&=&32\end{array}}}
pero el triángulo tiene 13 de base por 5 de altura (a derecha en lila), lo que supone un área de:
{\displaystyle A_{T}={\cfrac {13\cdot 5}{2}}=32,5}
La paradoja tiene una explicación simple: la figura presentada como un triángulo no lo es en realidad, debido a que tiene cuatro lados, y no los tres propios del triángulo. La "hipotenusa" no está formada por una recta, sino por dos con pendientes ligeramente distintas.
|                                                        |                                                        |
| Pasa por los puntos no alineados (0,0) (8,3) y (13,5). | Pasa por los puntos no alineados (0,0) (5,2) y (13,5). |
| La superficie es de 32 cuadrados.                      | La superficie es de 33 cuadrados.                      |
Si comparamos los ángulos de inclinación de la hipotenusa respecto de la base de los triángulos rojo y azul vemos que son distintos.
En el triángulo azul es:
{\displaystyle \tan(\alpha _{az})={\frac {2}{5}}\;\longrightarrow \quad \alpha _{az}=21,801^{\circ }=21^{\circ }48^{\prime }5.05^{\prime \prime }}
mientras que en el rojo el ángulo es:
{\displaystyle \tan(\alpha _{ro})={\frac {3}{8}}\;\longrightarrow \quad \alpha _{ro}=20,556^{\circ }=20^{\circ }33^{\prime }21.76^{\prime \prime }}
y en el triángulo total es:
{\displaystyle \tan(\alpha _{T})={\frac {5}{13}}\;\longrightarrow \quad \alpha _{T}=20,037^{\circ }=21^{\circ }2^{\prime }15.04^{\prime \prime }}
|  |  |
Los puntos: (0,0), (5,2), (8,3) y (13,5) no están alineados, si bien la diferencia es pequeña, las dos figuras representadas son cuadriláteros, no un triángulo, el ángulo en (5,2) es cóncavo y el de (8,3) convexo y la diferencia de superficie entre las dos figuras es el cuadrado que supuestamente aparece en la parte inferior.
Si desde el punto (0,0) trazamos los tres ángulos prolongando las rectas la diferencia geométrica es muy evidente.

## La solución
Esta diferencia puede parecer pequeña en espesor, pero dada su longitud, su superficie es igual a un cuadrado unitario.El espectador se engaña ópticamente: la estructura general no son triángulos, sino cuadriláteros. El truco es que los triángulos rojo y azul son solo aparentemente similares en un sentido geométrico. Sus ángulos son realmente diferentes. En consecuencia, los dos triángulos totales no tienen tres, sino cuatro esquinas; sin embargo, una esquina es apenas visible. Pero todavía está en la transición del triángulo rojo al azul. Los bordes superiores de los triángulos rojo y azul aparecen en el supuesto triángulo general como una línea recta larga, como una hipotenusa del supuesto triángulo general. En realidad, la recta aparentemente larga tiene una curvatura, que es la cuarta esquina.
El triángulo general superior aparente es un cuadrilátero cóncavo (sangrado) y el triángulo general inferior aparente es un cuadrilátero convexo (curvado). Las áreas de estos dos cuadrados difieren en 1 cm². Esto corresponde al cuadrado que falta.
Es una ilusión óptica en la que el borde superior solo parece ser una línea recta. El ojo sospecha de un triángulo en la estructura general y, por lo tanto, tiende a pasar por alto la curvatura. Se basa en un gradiente general uniforme.
En una versión en papel de esta ilusión óptica, la curvatura está cubierta por una línea de borde gruesa. Además, el corte y la costura son demasiado imprecisos para notar la diferencia.